# Chíllar
Der Chíllar, oft auch Rio Chíllar genannt, ist ein Fluss in Andalusien in Spanien. Der Fluss hat eine Länge von ca. 17 km. Er entspringt in der Sierra de Almijara und mündet bei Nerja ins Mittelmeer.